# Mura di Pereta
Le mura di Pereta costituiscono il sistema difensivo del borgo medievale di Pereta, situato nel territorio comunale di Magliano in Toscana, nella provincia di Grosseto.

## Storia
Una prima cinta muraria fu realizzata dagli Aldobrandeschi a partire dal X secolo e completata nel corso del XIII secolo nell'area sommitale del borgo di Pereta, dove andò ad incorporare la torre dell'Orologio che, all'epoca, svolgeva prevalenti funzioni difensive e di avvistamento.
Una seconda cinta muraria fu costruita in epoca tardo-medievale dai Senesi nella parte bassa del borgo. I lavori si svolsero principalmente dalla metà del XIV secolo in poi e videro anche la costruzione lungo il perimetro della cortina muraria di due torri di avvistamento e il completo rifacimento della porta di accesso al borgo, la porta di Ponente.

## Descrizione
Le mura di Pereta presentano ancora le due distinte cinte murarie, rivestite in conci di arenaria, risalenti alle due differenti fasi in cui vennero costruite.
La cinta muraria interna, più antica, si estende nella parte alta delimitando un'area a forma ellittica. I tratti ben visibili si alternano ad altri tratti incorporati nelle mura parimetrali esterne di alcuni edifici del centro storico; nell'area sommitale le mura giungono alla torre dell'Orologio che domina l'intero abitato.
La cinta muraria esterna, relativamente più moderna, si sviluppa nella parte bassa dove delimita la corrispondente area del borgo. Conserva due torri di avvistamento, una a sezione quadrangolare del periodo tardo-medievale ed una a sezione circolare di epoca rinascimentale. Nella parte inferiore vi si apre la trecentesca porta di Ponente, in stile gotico con merlatura sommitale, il cui aspetto è dovuto a restauri in epoche recenti che si sono ben integrati con gli elementi stilistici originari.

## Galleria d'immagini

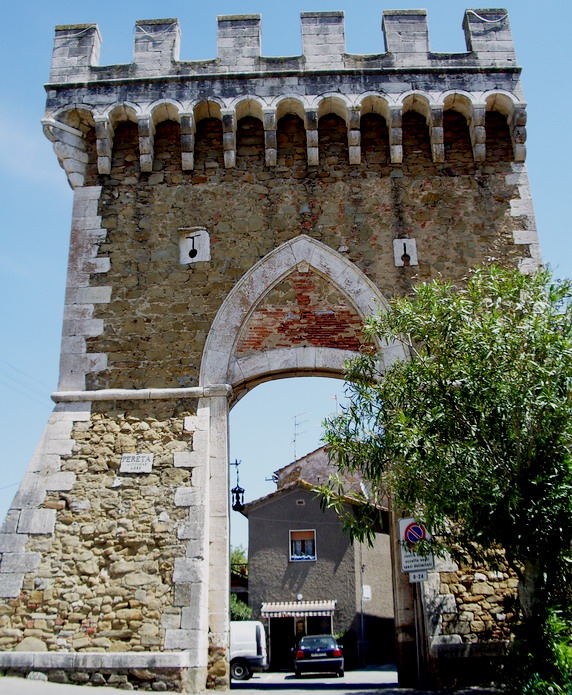
Porta di Ponente, lato esterno
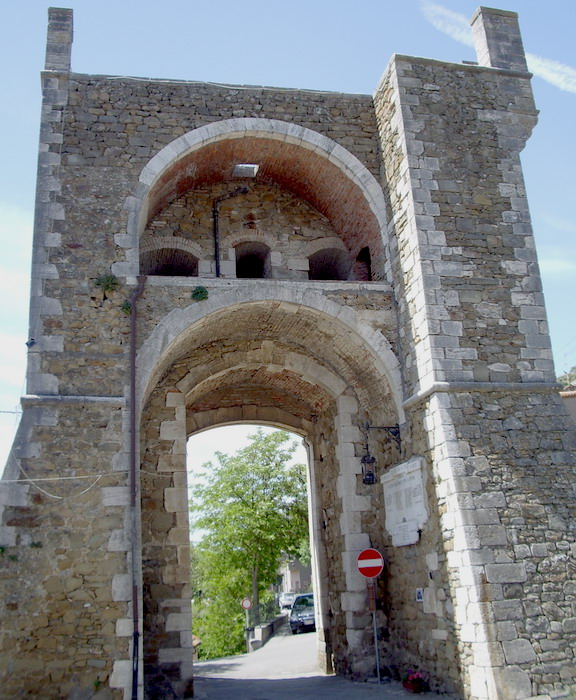
Porta di Ponente, lato interno